# Веремієнко Андрій Костянтинович
Андрі́й Костянти́нович Вереміє́нко (17 вересня 1974 с. Миколаївка, Борзнянський район, Чернігівська область — 6 серпня 2023, поблизу с. Старомайорське, Донецька область) — лейтенант, командир роти 128-ої окремої бригади територіальной оборони «Дике поле», учасник АТО, учасник російсько-української війни, лицар ордена Богдана Хмельницького ІІІ ступеня (2025).

## Біографія
Андрій Веремієнко народився 17 вересня 1974 року у селі Миколаївка Борзнянського району Чернігівської області. Навчався у Миколаївській та Шаповалівській середніх школах.
З 1992 року навчався в Чернігівському державному педагогічному інституті ім. Т. Г. Шевченка за спеціальністю «фізична культура». Після здобуття вищої освіти у 1996 році вступив на строкову військову службу.
По закінченні служби в армії працював на різних роботах як в Україні, так і за кордоном. Зокрема, працював у 23-му інтернаті м. Києва, структурі Міністерства оборони.
Був активним учасником двох Майданів. Брав участь у Революції гідності, перебував у наметі Чернігівського земляцтва. Військову підготовку отримав у Першій Київській сотні ОУН імені Євгена Коновальця.
У 2014 році з Майдану добровольцем поїхав на схід України. Спершу в складі батальйону «Азов», а потім — 24 окремого штурмового батальйону «Айдар» та у 58-й окремій мотопіхотній бригаді імені гетьмана Івана Виговського. Воював під Луганськом. Мав позивний Монах.
З початком широкомасштабного російського вторгнення в Україну, наприкінці лютого 2022 року, Андрій повернувся з-за кордону, де мешкав на той час, вдруге вдів військову форму й відправився на фронт.
6 серпня 2023 року Андрій Веремієнко загинув у Донецькій області на південно-західному напрямку поблизу села Старомайорське.
17 серпня 2023 року на богослужінні у Свято-Михайлівському Золотоверхому соборі та на Майдані Незалежності попрощалися з Андрієм Веремієнком.
Поховали Андрія Костянтиновича Веремієнка на Алеї Героїв на Лук'янівському кладовищі в Києві.

## Нагороди
Указом Президента України від 20 січня 2025 року № 55 «за особисту мужність, виявлену у захисті державного суверенітету та територіальної цілісності України, самовіддане виконання військового обов'язку» Веремієнко Андрій Костянтинович посмертно нагороджений орденом Богдана Хмельницького ІІІ ступеня.